# Кашкадар'я
Кашкадар'я (узб. Қашқадарё; біля витоку — Шиньгасой, у пониззі — Майманакдар'я) — річка на півдні Узбекистану.

## Загальні характеристики
Довжина річки — 378 км. Площа басейну — 8 780 км².
Живлення — снігове-дощове. Повінь навесні, влітку річка є маловодною.
Пересічний показник витрат води (на відстані 266 км від гирла) — 24,9 м³/сек
Основні притоки: Аксу, Танхаздар'я, і Гузардар'я.

## Географія та використання
Кашкадар'я бере початок у західних відрогах Зеравшанського і Гіссарського хребтів на території Таджикистану. Від селища Дуаб тече в широкій долині і приймає ліворуч ряд приток, багато з яких за водоносністю є навіть більшими за Кашкадар'ю.
Води річки широко використовуються для зрошення, і за Каршінською оазою русло поступово втрачається. Кашкадар'я підживлюється за допомогою каналу Ескіанхор водами Зеравшану.
На Кашкадар'ї — Чимкурганське, на притоці Гузардар'ї Пачкамарське водосховища.
На річці стоїть місто Карші.

## Джерело
- Кашкадар'я у БСЭ (Велика Радянська Енциклопедія)[недоступне посилання з липня 2019] (рос.)